# Simultaneum mixtum
Das Simultaneum mixtum war ein im Zeitraum von 1650 bis 1850 in Goldenstedt (Landkreis Vechta) von Katholiken und Protestanten simultan gefeierter Gottesdienst. Während in anderen Simultankirchen Protestanten und Katholiken sich räumlich oder zeitlich getrennt zu ihren Gottesdiensten versammelten, feierten die Goldenstedter ihre Gottesdienste gemeinsam, wobei allerdings die Katholiken und die Protestanten ihre jeweils eigenen Liturgieanteile besaßen. Diese Gottesdienstform, die über 200 Jahre in Kraft war, gilt als historisch einzigartig.

## Hintergrund
Die Gemeinde Goldenstedt gehörte von 1650 bis 1817 zu zwei Herrschaftsbereichen, zum katholischen Vechta-Münster und zum protestantischen Diepholz-Lüneburg. Das Simultaneum mixtum blieb allerdings über das Ende der Zweiherrigkeit hinaus bestehen und endete erst 1850 mit dem Bau einer evangelischen Kirche.

## Gottesdienstordnung desSimultaneum mixtum
In dem bereits erwähnten Zeitraum besaßen die Katholiken und die Protestanten das lokale Gotteshaus gemeinsam. Während die katholische Gemeinde den Priester stellte, gehörte der Küster der evangelischen Kirche an. Die in einer Kirchenzeitung von 1854 beschriebene Gottesdienstordnung gestaltete sich folgendermaßen:
Dem Introitus des katholischen Priesters folgte das Kyrie eleison der evangelischen Gottesdienstbesucher. Hierauf stimmte der Priester das Gloria an, worauf die Protestanten mit dem Lied Allein Gott in der Höh sei Ehr antworteten. Dem vom katholischen Geistlichen gesungenen Evangelium und lateinischen Credo folgte das lutherische Bekenntnislied Wir glauben all an einen Gott. Beim Messopfer blieben die evangelischen Gottesdienstteilnehmer „unthätig“, sangen danach aber einen Choral, der sich auf den Sonntag oder die entsprechende Festzeit bezog. Auch das Lied nach Predigt, die vom katholischen Geistlichen gehalten wurde, sangen die Protestanten.